# Kenny Loggins
Kenny Loggins (Everett, Washington, 1948. január 7. –) kétszeres Grammy-díjas amerikai énekes, zenész.

## Pályafutása
Édesanyja háziasszony, édesapja eladó. A San Gabriel Mission High Schoolban érettségizett 1966-ban. Megalapította saját zenei csapatát, Blue Sky Riders néven. Az együttes tagjai Kenny Loggins, Georgia Middleman és Gary Burr. Eddig csak egy albumot adtak ki, Finally Home címmel, 2013-ban. 1984-ben két dala is szerepelt a Gumiláb című filmben, ebből az egyik a címadó dal, a Footloose, a másik pedig az I'm Free (Heaven Helps the Man). Karrierjének csúcsát viszont filmzenék megszerkesztésével érte el, többek között a Top Gun című filmben is szerepelt két dala, a Danger Zone és a Playing with the Boys. Tévéműsorokban, filmekben is elvállalt kisebb szerepeket. Kenny Loggins gyerekeknek szóló zenéket is játszik. 13 albumot adott ki pályafutása során (a társas és a karácsonyi albumokat nem számolva). Dave Loggins zenész-dalszerző másodunokatestvére.

## Diszkográfia

### Stúdióalbumok
- Celebrate Me Home (1977)
- Nightwatch (1978)
- Keep the Fire (1979)
- High Adventure (1982)
- Vox Humana (1985)
- Back to Avalon (1988)
- Leap of Faith (1991)
- Return to Pooh Corner (1994)
- The Unimaginable Life (1997)
- December (1998)
- More Songs from Pooh Corner (2000)
- It's About Time (2003)
- How About Now (2007)
- All Join In (2009)

## Fordítás
- Ez a szócikk részben vagy egészben  a   Kenny Loggins című angol Wikipédia-szócikk fordításán alapul.  Az eredeti cikk szerkesztőit annak laptörténete sorolja fel. Ez a jelzés csupán a megfogalmazás eredetét és a szerzői jogokat jelzi, nem szolgál a cikkben szereplő információk forrásmegjelöléseként.

## További információ
- Hivatalos oldal
- Kenny Loggins a Facebookon
- Kenny Loggins az Internet Movie Database-ben (angolul)
- Kenny Loggins a Rotten Tomatoeson (angolul)